# Kuzkışla, Alaca
Kuzkışla là một xã thuộc huyện Alaca, tỉnh Çorum, Thổ Nhĩ Kỳ. Dân số thời điểm năm 2010 là 28 người.